# Pineda de Gigüela
Pineda de Gigüela è un comune spagnolo di 129 abitanti situato nella comunità autonoma di Castiglia-La Mancia.